# Рада, Родриго Хименес де
Родриго Хименес де Рада (исп. Rodrigo Jiménez de Rada; 1170, Пуэнте-ла-Рейна — 10 июня 1247, Лион) — испанский церковный и государственный деятель, полководец и историк, архиепископ Толедский, примас Испании.

## Биография

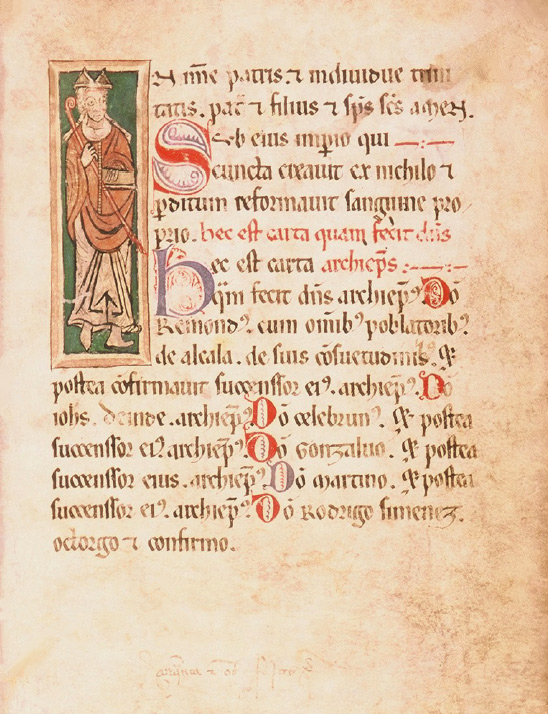
Fuero Viejo extendido de Алькала-де-Энарес (Родриго Хименес де Рада, 1235).

Родриго Хименес де Рада родился а знатной семье из Наварры. Воспитывался своимм дядей, епископом Сигуэнцы и аббатом монастыря Санта-Марпия-де-Уэрта. Был высокообразованным теологом и юристом, окончил университеты Болоньи и Парижа. Вернувшись на родину в 1208 году, молодой клирик рукополагается епископом Осмы. В 1209 году он уже архиепископ Толедо. Так как его первенство в церковной иерархии Испании как полагающееся архиепископам Толедским оспаривалось другими князьями церкви (например, Сантьяго-де-Компостела), де Раде приходилось вести постоянную борьбу с ними. Он повелел начать строительство нового готического кафедрального собора в Толедо. Обладая значительным влиянием на ход государственных дел в Кастилии, де Рада участвовал в работе правительств королей Альфонса VIII и Фердинанда III. Был одним из организаторов победы испанских войск над арабо-берберским войском Альмохадов в битве при Лас-Навас-де-Толосе в 1212 году. Сам лично принимал участие в этом сражении, затем описал его в своих хрониках. За свои заслуги в 1214 году получил от короля во владение городок Кастильо-дель-Милагро и его окрестности, к которым позднее присоединил селение Виллар-де-Пульгар.
В 1217 году де Рада — по велению папы Римского Гонория III — как папский легат возглавил крестовый поход против мавров, направленный против городов Касерес и Реквена, однако в 1218 году потерпел ряд поражений. В 1231 он вновь — уже как вассал короля Фердинанда III — идёт походом против мавров в провинции Хаэн, где завоёвывает города Кесада и Казоргла. После взятия арагонскими войсками Валенсии в 1238 году де Рада как архиепископ Толедский предъявляет свои права на этот город. Скончался во Франции при возвращении из Рима, где был принят папой Иннокентием IV.

## Родриго Хименес де Рада как историк

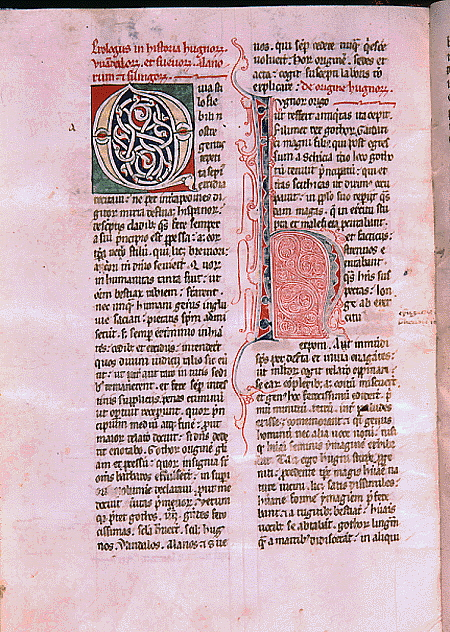
Рукопись De rebus Hispaniae

Будучи выдающимся историком своего времени, Родриго Х.де Рада оставил нам ряд сочинений, наиболее известным из которых является его De rebus Hispaniae, в которой он описывает историю государств и территорий Иберийского полуострова вплоть до года 1243. Кроме этого, внимания заслуживает его Historia arabum, занимающаяся историей и культурой арабо-исламского Средневековья. De rebus Hispaniae являлась одним из главнейших источников при составлении Estoria de España кастильского короля Альфонсо Мудрого. Де Рада при написании своих сочинений использовал критический подход в применении различных источников информации, пользовался арабскими документами, в том числе освещавшими хозяйственное и социальное развитие мусульманской Испании — что являлось уникальным подходом для христианской схоластической исторической науки того времени.

## Сочинения
- De Rebus Hispaniae, Изд. Севильского университета: Jiménez de Rada, Rodrigo . Crónica de España por el Arzobispo de Toledo Don Rodrigo Jiménez de Rada, traducida al castellano y continuada por Don Gonzalo de la Hinojosa, Obispo de Burgos, y después por un anónimo hasta 1430. Manuscrito. 14??. A 331/143. Изд. на современном исп. языке: Historia de los hechos de España (перевод и изд. Хуана Фернандеса), Мадрид: Alianza, 1989.
- Hunnorum, Vandalorum et Silingorum Historia
- Ostrogothorum Historia
- Historia Romanorum
- Historia Arabum